# Karl Schwabe
Karl Maria Johann Viktor Schwabe (9. srpna 1899 Brno – 20. září 1946 Brno) byl československý advokát, sudetoněmecký politik a nacistický úředník, vrcholný představitel okupačního aparátu na Moravě. V letech 1940–1945 byl moravským zemským viceprezidentem (Landesvizepräsident in Mähren).

## Mládí
Karl Schwabe se narodil v brněnské německé rodině, otec Karel Schwabe byl vrchní lesní rada a zemský lesní inspektor u místodržitelství. V Brně vystudoval německou obecnou školu a německé státní gymnázium. Po maturitě, v roce 1917, narukoval u dělostřeleckého pluku a byl poslán na italskou frontu, kde získal hodnost praporčíka. Po rakouské kapitulaci se v listopadu 1918 dostal do italského válečného zajetí, odkud byl propuštěn až v říjnu 1919. Po návratu domů začal studovat práva na německé univerzitě v Praze a současně na německé technice v Brně.
Pod vlivem sudetoněmeckých nacionalistických politiků (Aloise Baerana z DNSAP) se během studií zapojil do špionáže ve prospěch nepřátel Československa. V roce 1922 byl odhalen a usvědčen, že od armádního důstojníka německé národnosti přebíral tajné vojenské dokumenty a předával je maďarským diplomatům. Trestním soudem v Praze byl odsouzen na tři roky těžkého žaláře za vyzvědačství a zároveň mu bylo rozsudkem odňato právo nabývat akademických hodností a bylo mu zakázáno působit v advokacii. Nicméně již v roce 1924 byl podmíněně propuštěn a následně mu byly milostí prezidenta Masaryka prominuty následky odsouzení, takže mohl dostudovat (1926 byl promován doktorem práv), stal se advokátem v Mikulově a v roce 1929 si v Brně otevřel vlastní advokátní kancelář.

## Ve službách nacismu
Podle poválečného šetření byl Schwabe v době první republiky členem či sympatizantem sudetoněmeckých organizací DNP, DNSAP a posléze SdP, po okupaci vstoupil do NSDAP. V době mnichovské krize pobýval ve Vídni; podle čs. ministerstva vnitra opět působil jako vyzvědač proti ČSR. Po Mnichovu, v říjnu 1938, byl Schwabe členem delegace brněnských Němců, kteří v Berlíně žádali, aby Brno bylo také připojeno k Říši. Podílel se také na organizování protičeských a protižidovských demonstrací v Brně 11. a 12. března 1939, které měly ukázat neudržitelnou situaci Němců v Česko-Slovensku (za války Schwabe ve svém životopise uvedl, že dostal příkaz, aby vyvolal a organizoval „odpor proti českému teroru“, avšak po válce u soudu tvrdil, že se přidal k demonstraci na výzvu studentů a protože to „cítil za svou povinnost jako Němec“).
V noci ze 14. na 15. března 1939, zatímco jeho přítel Oskar Judex obsazoval brněnskou radnici, Schwabe se skupinou ordnerů obsadil brněnské policejní ředitelství a stal se samozvaným policejním ředitelem. Vzápětí po okupaci ochotně spolupracoval s gestapem na sestavení seznamů nepřátel Říše (hlavně židů a komunistů), které posléze posloužily při preventivním zatýkání (Akce Albrecht I.).
V roce 1940 byl Schwabe jmenován moravským zemským viceprezidentem, aby korigoval činnost svého formálního nadřízeného Jaroslava Jana Cahy. Po zatčení a zastřelení Cahova nástupce, Jaroslava Mezníka, v době první heydrichiády (listopad 1941) již nebyl úřad zemského prezidenta obsazen a Schwabe se fakticky i formálně stal nejvyšším představitelem „autonomní“ protektorátní správy na Moravě, která tak v jeho osobě splynula s okupační správou. V této funkci se podílel na germanizaci moravských úřadů, na arizaci židovského majetku a na nevýhodném odprodeji zemského jmění do německých rukou. Vstoupil do SS (měl hodnost Standartenführer).

## Soud a poprava
Po porážce Německa byl Schwabe zadržen v Jihlavě a po ročním vyšetřování postaven před Mimořádný lidový soud v Brně. Výrokem soudu byl dne 20. září 1946 shledán vinným ze spáchání úkladů o republiku, vyzvědačství, propagace a podpory nacismu, zavinění ztráty svobody většího počtu obyvatel republiky, zneužití politické a rasové perzekuce k vlastnímu obohacení atd. Byl odsouzen k trestu smrti oběšením a téhož dne popraven.